# Weißhaus

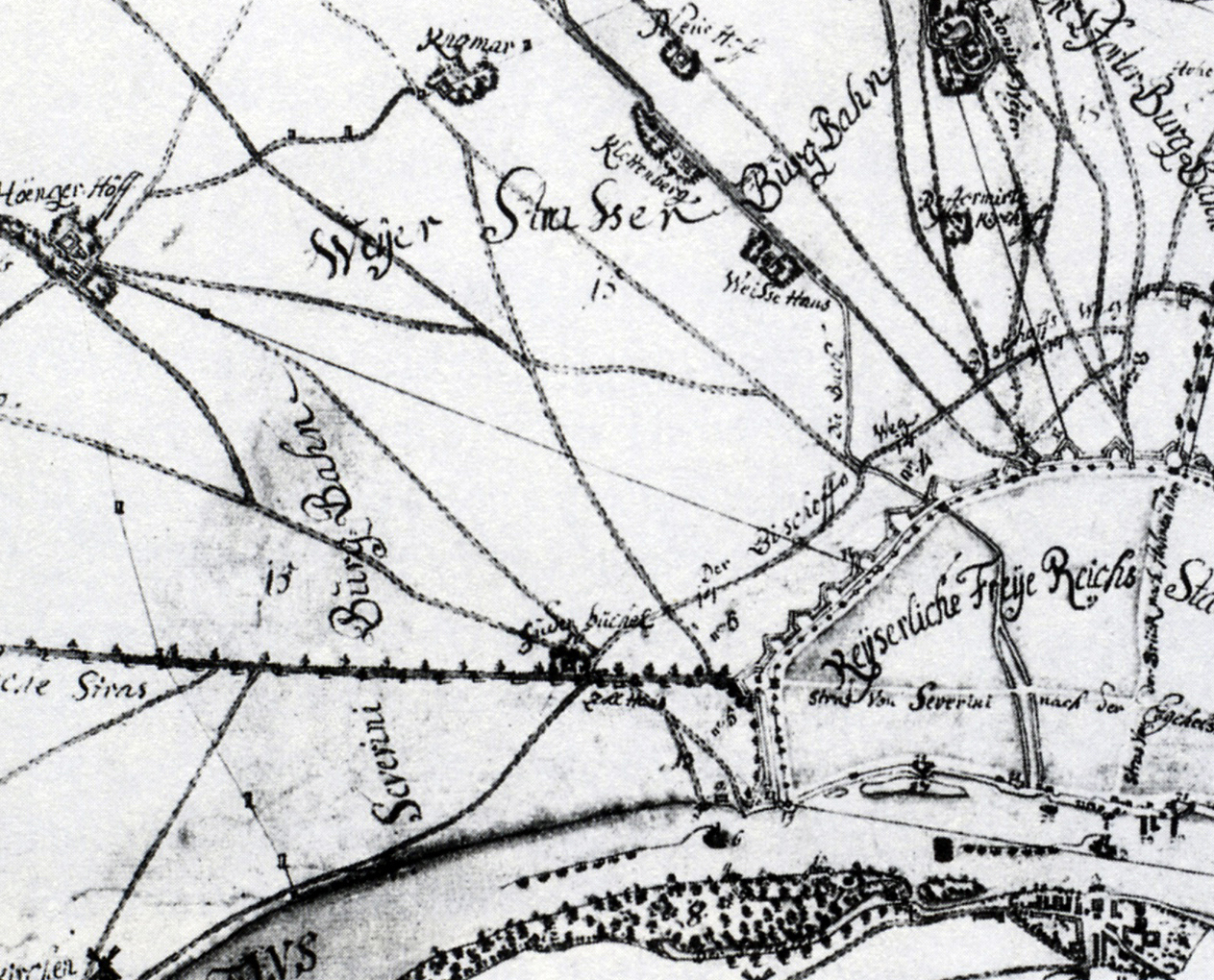
Die Umgebung des Weißhaus im 17. Jahrhundert (Ausschnitt aus der Kölner Schweidkarte von Abraham Hogenberg, 1609)

Das Weißhaus ist ein mittelalterliches Wasserschloss im Kölner Stadtteil Sülz.

## Geschichte
Im Mittelalter war dies das erste Feste Haus im Weichbild vor den Mauern Kölns an der Straße nach Trier, der heutigen Luxemburger Straße. Da es außerhalb der befestigten Stadt lag, war es stets von Zerstörung bedroht.

### Frühzeit und Mittelalter

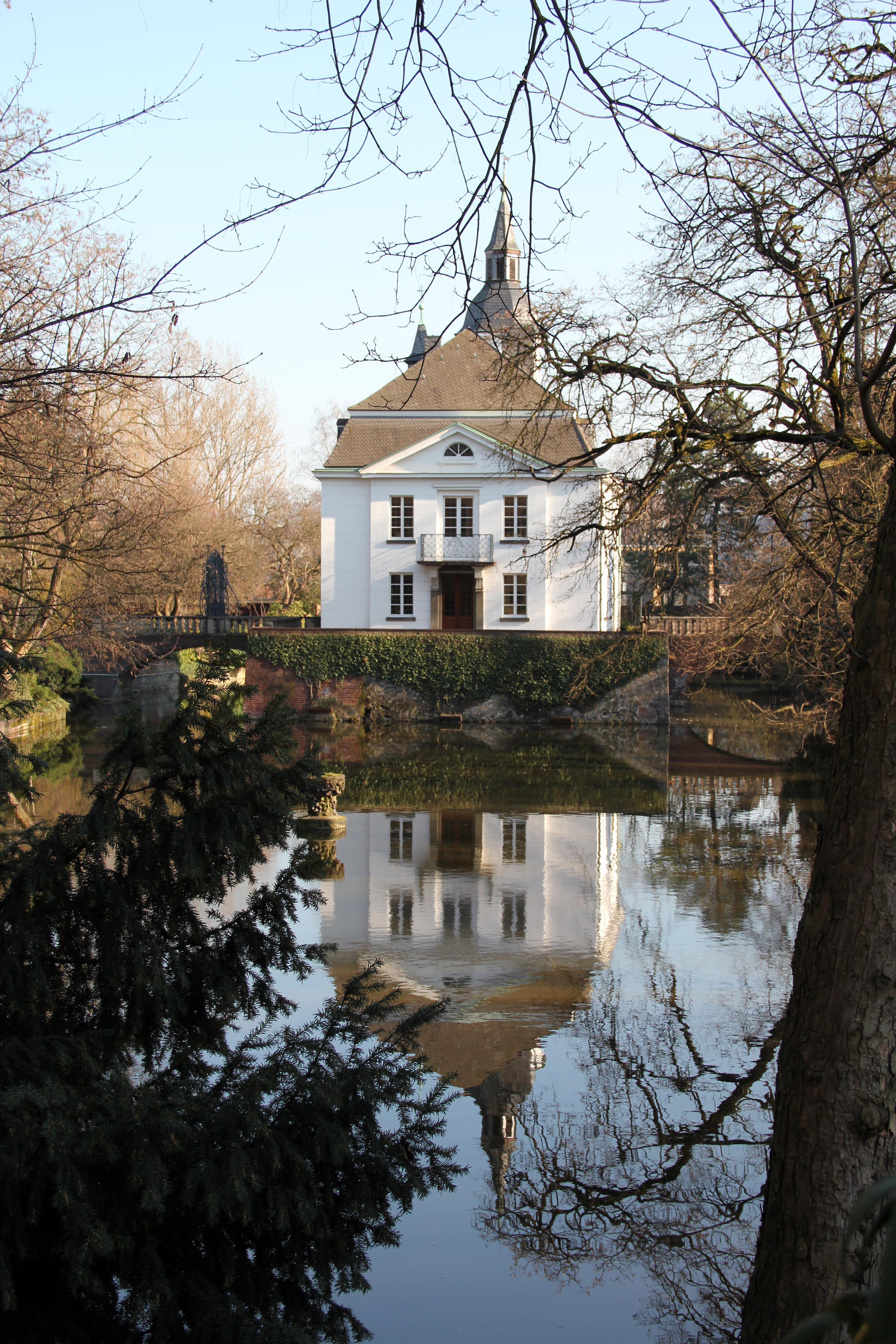
Blick von der Luxemburger Straße

Grundstückseigentümer waren die Äbte der 957 gegründeten Benediktinerabtei Sankt Pantaleon in Köln. Ihnen diente das vor den Toren Kölns gelegene „Weißhaus“ später als Sommerresidenz. Sein Name findet sich erstmals in einer Urkunde aus 1378, als die Eheleute Godschalk und Johanna Volver ein Stück Land von der Abtei Sankt Pantaleon als Erbpächter übernahmen. Ein Landhaus namens „Zu dem Wyssenhuys“ wird erstmals 1468 erwähnt, das – genau wie der bedeutendere Frohnhof Sülz – mit weiteren im Umkreis liegenden Häusern 1474 im Neusser Krieg bei Anrücken des Heeres Karls des Kühnen aus Sicherheitsgründen durch die Stadt Köln zerstört wurde. Eine später erhobene Entschädigungsforderung der Abtei Sankt Pantaleon wurde vom Rat der Stadt Köln zurückgewiesen. Dennoch wurde das Gebäude nach der Zerstörung wieder aufgebaut. Es brannte jedoch 1584 nieder und wurde 1613 durch Abt Henricus Spichernagel (1606–1641) wiederaufgebaut. Zwischen 1613 und 1619 wurde das Weißhaus von Grund auf neu erbaut, wovon heute noch der Turm erhalten ist. Von seiner ersten Erwähnung bis zur Säkularisation gehörte das Weißhaus zur Pfarrei der „Herrlichkeit“ Kriel. 1658 wurde es durch Überschwemmung vom Duffesbach zerstört, danach als Wasserschloss angelegt. Im Jahre 1669 wurde es durch Abt Aegidius Romanus (1604–1684) als Sommerresidenz ausgebaut.

### Säkularisation
Nach den Napoleonischen Kriegen gingen Gebäude, Ländereien und Vermögen der Klöster und Bistümer in staatlichen Besitz über. Für das in jener Zeit erstmals als Gut bezeichnete Weißhaus wird ein Besitz von 300 Morgen Land angegeben. Der Wassergraben wird seit dem Bau der Luxemburger Straße zwischen 1824 und 1846 nicht mehr vom Duffesbach gespeist, weil dieser unterhalb der Straße in Rohren am Schloss vorbeigeführt wird. Das Herrenhaus wurde 1843 klassizistisch überformt, 1849 erwarb der Kölner Kaufmann Johann Adam Jansen das Schloss und beauftragte den Kölner Architekten Vincenz Statz, eine Schlosskapelle zu entwerfen.

## Schlosskapelle
Die Weißhauskapelle ist eine neugotische kreuzrippengewölbte Kapelle neben dem Turm des Schlosses. Nach Entwürfen des Kölner Konservators, Malers und Lithographen Johann Anton Ramboux wurde das Innere der Kapelle mit Temperamalereien ausgestattet. Die Schlosskapelle wurde am 10. November 1857 durch Kardinal Erzbischof Johannes von Geissel in Anwesenheit hoher Gäste geistlichen und weltlichen Standes geweiht.

### Temperamalerei
Die Malereien stellen folgende Szenen dar:
- Englischer Gruß
- Mariä Heimsuchung
- Geburt Christi
- Darstellung des zwölfjährigen Jesus im Tempel
- Tod, Himmelfahrt und Krönung Mariä im Schiff der Kapelle
- Die männlichen und weiblichen Familienpatrone wurden im Chörchen dargestellt.

### Glasmalerei
Die mit eingebrannten Malereien versehenen Fenster stellen nach Zeichnungen von Johann Anton Ramboux das Magnificat Marias dar. Sie wurden im Atelier des Kölner Johann Anton Friedrich Baudri gefertigt.

## Lage und Baubeschreibung
Das Weißhaus liegt im Stadtteil Sülz auf der Luxemburger Straße zwischen der Leybergstraße, Rennebergstraße sowie der Grün- und Spielfläche in der Verlängerung der Linzer Straße. Die nach dem Zweiten Weltkrieg gebaute Weißhausstraße führt in Verlängerung der Inneren Kanalstraße/Universitätsstraße in einiger Entfernung am Weißhaus vorbei.
Das wasserumwehrte Schloss ist ein zweigeschossiges Herrenhaus mit einem gestuften Mansarddach, einem oktogonalen Treppenturm mit Barockhaube an einer der Schmalseiten, der noch vom Vorgängerbau (1619) stammt, und einer aus dem 19. Jahrhundert stammenden Schlosskapelle. Nach Kriegsschäden wurde das Schloss mehrfach bis 1953 wiederaufgebaut. Der etwa 5.600 m² große Wassergraben wird von zwei Bogenbrücken überspannt. Die nordöstliche Bogenbrücke besitzt ein schmiedeeisernes Tor aus der Erbauungszeit (um 1669) mit reichem Ornament.
Die heutige etwa 20.800 m² große Anlage liegt inmitten eines parkähnlichen, von einer massiven 2,20 m hohen Mauer umschlossenen Gartens und ist für die Öffentlichkeit nicht zugänglich. Zum Gelände gehört ein moderner Solitärflachbau mit Schwimmbad und Sporträumen. Das schmiedeeiserne Gitterwerk zur Luxemburger Straße hin gibt lediglich die Sicht auf die vorderen Teile der Anlage frei. Es ist eine der vielen Sehenswürdigkeiten im Kölner Stadtbezirk Lindenthal.

## Heutige Besitzverhältnisse
Das Anwesen befand sich bis Mai 2019 in Privatbesitz der Erben des 2010 verstorbenen Unternehmers Heinrich Wolf.
Als die Erbengemeinschaft 2015 die Suche nach einem Käufer begann, setzten sich Bezirkspolitiker im Sommer 2015 für einen Ankauf des Gebäudes samt Park durch die Stadt Köln ein. Es sollte hernach durch Einrichtungen der Kölner Universität genutzt und auch der Öffentlichkeit zugänglich gemacht werden.
Im September 2015 beschloss eine Mehrheit des Rates der Stadt Köln, die Stadt Köln solle keinerlei Verpflichtungen zur Unterhaltung, Sanierung und Pflege des Gebäudeensembles sowie zum Betrieb einer möglichen Nutzung eingehen. Auch hielt man den geforderten Kaufpreis für zu hoch. Im Mai 2019 wurde das Areal für einen Betrag von mutmaßlich ca. sechs Millionen Euro an den Unternehmer Adam Szpyt („Bett1“) verkauft.

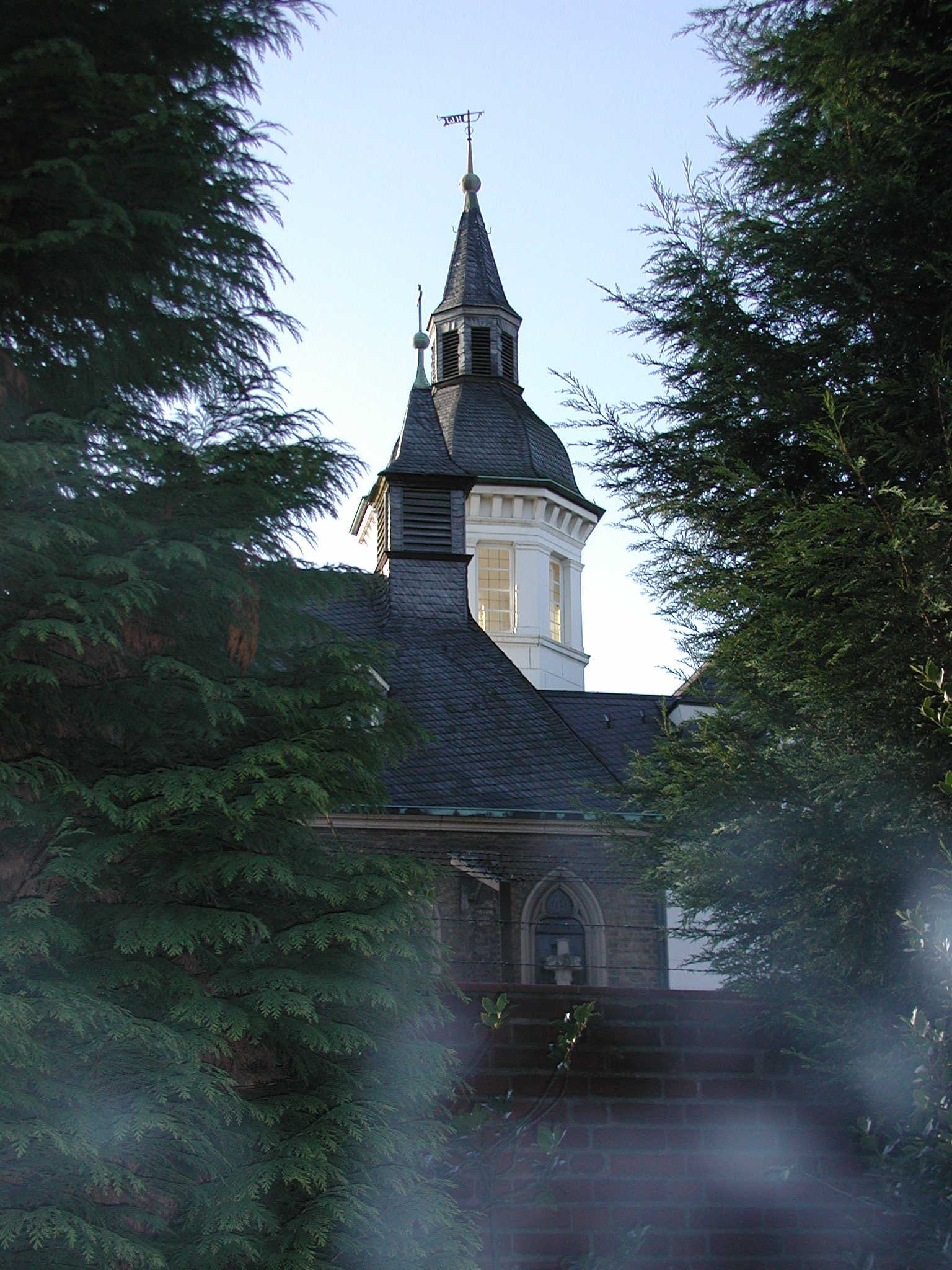
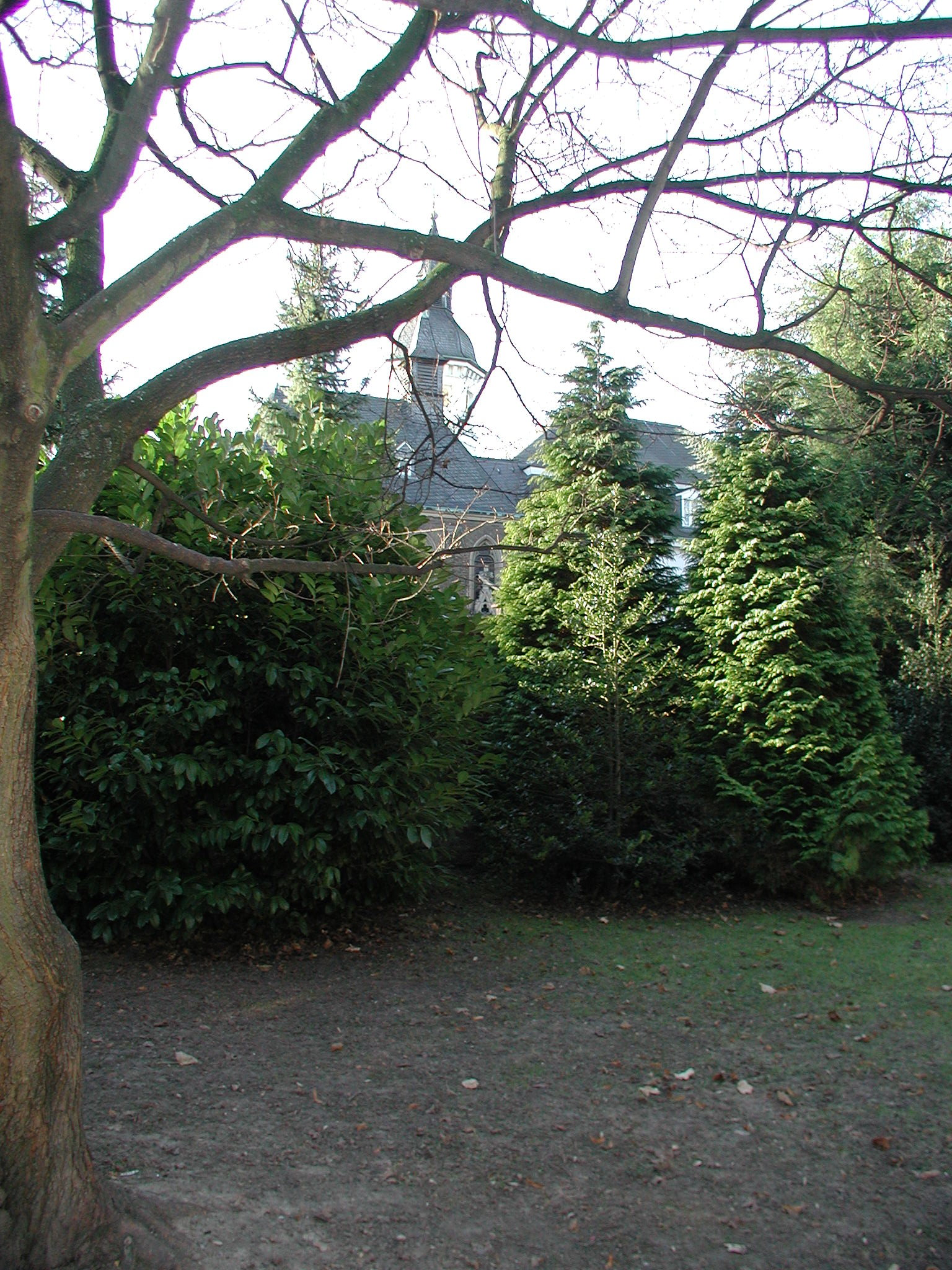
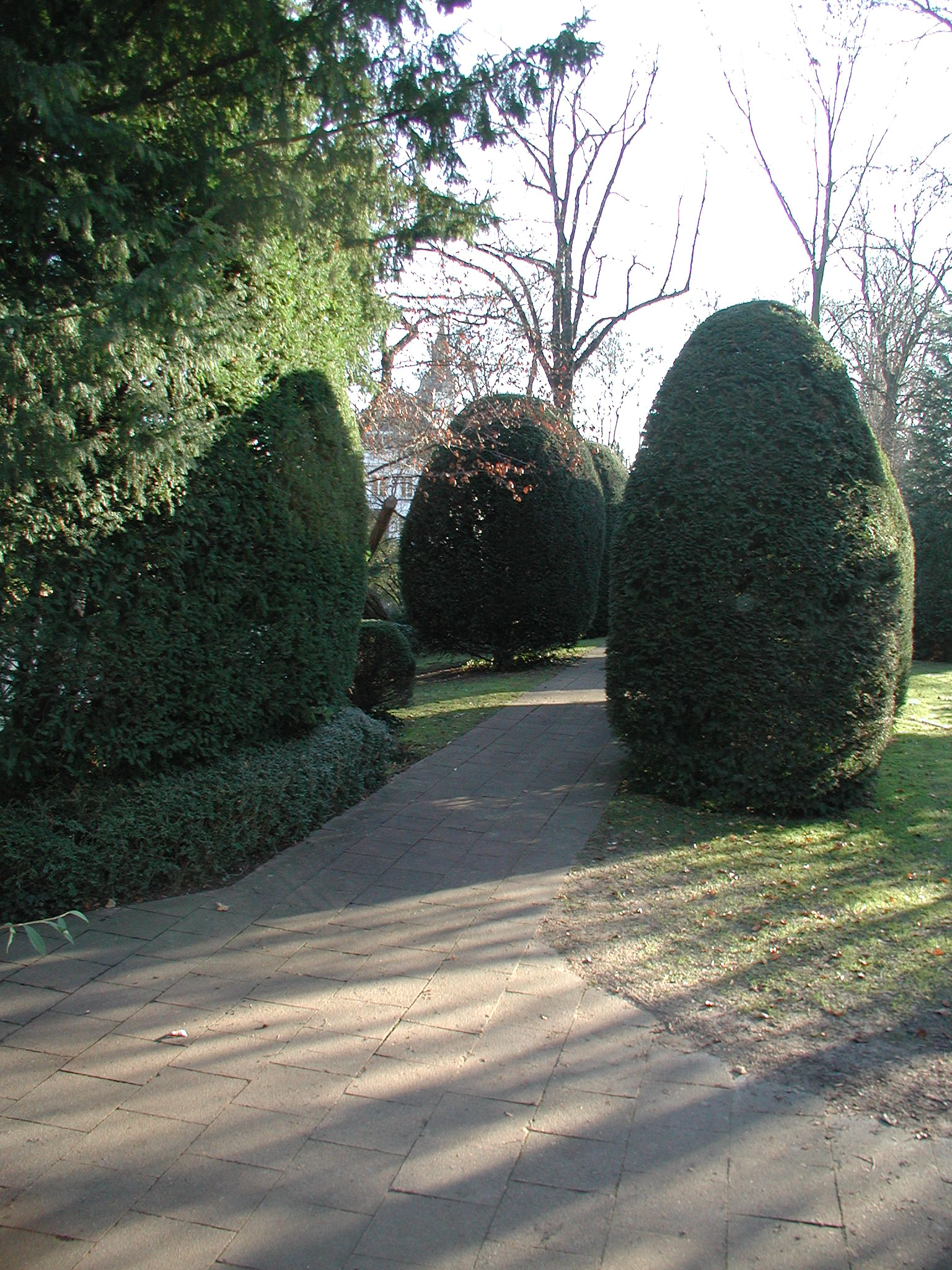